# Aber (stacja kolejowa)
Aber (ang. Aber railway station) – stacja kolejowa w Caerphilly, w hrabstwie miejskim Caerphilly w Walii. Obsługuje obszar Lisvane i Thornhill, w północnym Cardiff. Znajduje się na Rhymney Line, przy Station Road na południu miasta.
Usługi pasażerskie są świadczone przez Arriva Trains Wales jako część sieci Valleys & Cardiff Local Routes.

## Linie kolejowe
- Rhymney Line